# Jörg Balack

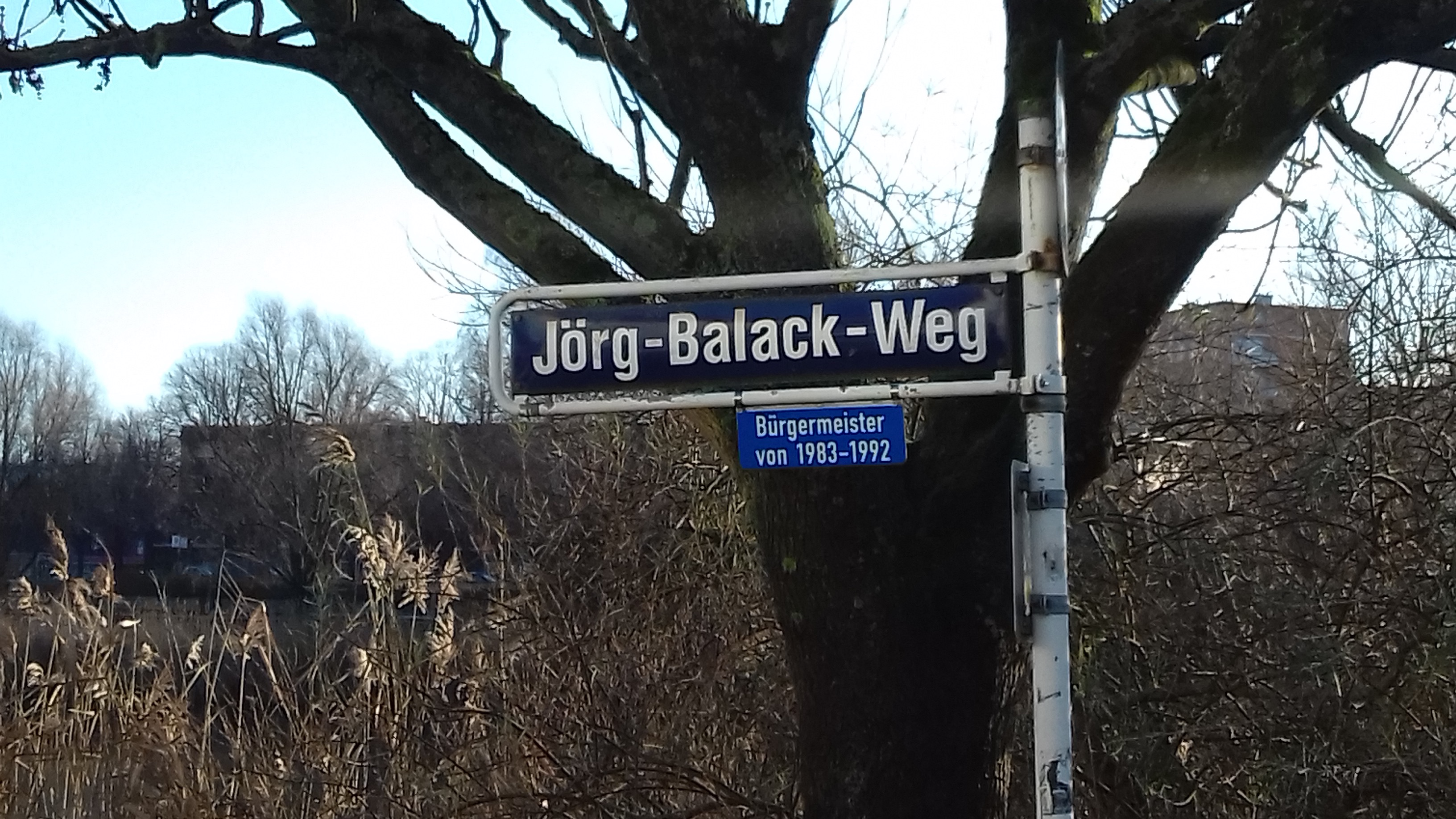
Verkehrsschild in Wedel

Jörg Balack (* 12. April 1941 in Berlin; † 8. Oktober 1992 in Hamburg) war ein deutscher Politiker der SPD. Er war von 1983 bis 1992 Bürgermeister der Stadt Wedel.

## Leben
Der in Berlin geborene Balack kam im Januar 1949 als Jugendlicher mit seiner Familie nach Wedel. Er ging in Uetersen zur Schule und studierte an der Universität Hamburg ab dem Jahr 1962 Rechtswissenschaft sowie Volkswirtschaftslehre. Anschließend arbeitete er als Regierungsrat in der Innen- und Kulturbehörde der Stadt Hamburg, ehe er als Referent für das Sozial- und Bauamt des Bezirks Altona tätig war.
Ab 1969 gehörte er in Wedel ehrenamtlich dem Stadtausschuss für Wirtschaft und Verkehr an, ein Jahr später zog er in die Ratsversammlung ein und wurde Fraktionsvorsitzender der SPD. 1971 kandidierte er für den Posten des Ersten Stadtrates, hatte sich vor der Abstimmung aus der Ratsversammlung zurückgezogen, unterlag aber Klaus Neumann-Silkow. Im Jahr 1974 kehrte Balack in die Wedeler Ratsversammlung zurück. Ab 1978 war Balack stellvertretender Bürgermeister Wedels, im Februar 1983 wurde der Sozialdemokrat zum Bürgermeister gewählt und trat das Amt am 1. Juli 1983 an. Im Februar 1989 wurde er wiedergewählt. Während seiner zweiten Amtszeit verstarb Balack am 8. Oktober 1992 nach längerer Krankheit. Im Mai 1992 hatte er krankheitsbedingt erstmals nicht an der Ratsversammlung teilgenommen, im August nahm er seinen Dienst nach längerem Krankenhausaufenthalt wieder auf, Anfang Oktober verschlechterte sich sein Gesundheitszustand, er starb im Universitätsklinikum Hamburg-Eppendorf in Folge einer verschleppten Lungen- und Rippenfellentzündung.
In seine neunjährige Amtszeit fallen unter anderem die Eröffnung der ersten Einkaufspassage der Stadt Wedel („Bona-Passage“) 1983, der Bau des Ärztehauses am Rosengarten 1986, einer Großraumdiskothek an der Rissener Straße 1986 sowie der Umbau des Bahnhofs bis 1985, die Eröffnung des Ernst-Barlach-Hauses 1987, die 775-Jahr-Feier der Stadt 1987 und die Umgestaltung der Haupteinkaufsmeile Bahnhofstraße (bis 1988). Zudem rückten der Umweltschutz sowie Sozial- und Bildungspolitik und der Dialog zwischen Verwaltung und der Bevölkerung unter Balack verstärkt in den Mittelpunkt des politischen Handelns in der Stadt. Balack bemühte sich um die Verbesserung des lokalen Arbeitsmarktes sowie der Wohnungssituation, er trug in der Bevölkerung den Spitznamen „Jörg Bürgermeister“.

## Würdigungen
Im April 1996 wurde ein von der Wedeler Altstadt ausgehender Rad- und Wanderweg nach Balack benannt.